# Nagoro
Nagoro (jap. 名頃 Na-goro) – wioska w Japonii w dolinie Iya, w wschodniej części wyspy Sikoku, w prefekturze Tokushima. Znana jako Wioska Lalek w Nagoro.
Nagoro jest miejscowością, która od lat się wyludnia i do dzisiaj żyje tu tylko kilkadziesiąt osób. Pewna mieszkanka wioski Tsukimi Ayano postanowiła zaradzić postępującemu się wyludnieniu. Od lat umieszcza w różnych miejscach Nagoro naturalnych rozmiarów lalki, ukazujące ludzi przy różnych zajęciach. Początkowo miały to być tylko strachy na wróble, ale Tsukumi z czasem postanowiła po prostu przywrócić Nagoro życie za pomocą swoich stracho-lalek. Na początku lat 2000 Ayano postanowiła wrócić, aby pomóc w opiece nad swoim starzejącym się ojcem, który nadal tam mieszkał. Pierwszą lalką jaką kiedykolwiek stworzyła była lalka na jego podobieństwo, którą umieściła na jednym z wiejskich pól. Obecnie ustawiła ich ponad 400 w różnych miejscach: w opuszczonej szkole, na przystanku autobusowym, przed domami, nad rzeką, na środku pól, pracujących w ogrodach, cieszących się widokiem z ganku budynku. Niektóre lalki przedstawiają mieszkańców Nagoro, którzy zmarli lub się wyprowadzili, inne to postacie z wyobraźni Tsukumim. Te lalki nazywają się kakashi, po angielsku oznaczają strachy na wróble. Ayano robi je z różnych materiałów: z gazet, bawełny, słomy, drutu i farby. W 2005 roku w wiosce urodziło się ostatnie dziecko. Szkoła, która kiedyś działała do szóstej klasy, została zamknięta w 2012 roku, po tym jak jej dwóch ostatnich uczniów ukończyło szkołę..
Kiedyś wioskę zamieszkiwało 300 osób, ale do września 2019 roku ta liczba spadła do 27.
W Nagoro znajduje się nieopodal tama, która została ukończona w 1961 roku i jest wykorzystywana do wytwarzania energii wodnej. 